# Organizacja wielokulturowa
Organizacja wielokulturowa – organizacja, która powstała w wyniku przejęć, połączeń, zakupów i sojuszy. Cechą charakterystyczną jest duża różnorodność i to, że jest w stanie wykorzystać korzyści jakie stworzyła wielokulturowość i odpowiednio je spożytkować.